# Tai-Pan (Film)
Tai-Pan ist ein US-amerikanischer Abenteuerfilm aus dem Jahr 1986 nach dem gleichnamigen Roman von James Clavell. Er entstand unter dem Vertrieb der „De Laurentiis Entertainment Group“ (DEG) des Produzenten Dino De Laurentiis.

## Handlung
China, Mitte des 19. Jahrhunderts, kurz nach dem ersten Opiumkrieg: Nachdem das Land die meisten der auf dem Festland ansässigen ausländischen Händler vertrieben hat, beschließen etliche, auf der durch die Briten besetzten Insel Hongkong eine neue Existenz aufzubauen. Hongkong ist zur damaligen Zeit noch ein unwirtliches Eiland mit rauer Landschaft, besitzt allerdings einen für den Überseehandel strategisch wichtigen Hafen.
Der Brite Dirk Struan, Besitzer des Handelsunternehmens „Struan & Company“ (genannt „Noble House“), macht seinen Einfluss geltend und baut Hongkong nach und nach zu einer bedeutenden Hafenstadt aus. Der von allen nur ehrfürchtig „Tai-Pan“ genannte Struan steht dabei in ständigem Wettbewerb mit seinem Rivalen Tyler Brock, welcher mit seinem Handelsbetrieb den unliebsamen Konkurrenten und dessen Unternehmen für die eigene Vormachtstellung aus dem Weg räumen möchte. Brock geht dabei ebenso wenig zimperlich zu Werke wie Struan selbst.
Struan, der mit seiner Mätresse May-May und seinem jugendlichen Mündel Gordon zusammenlebt, erhält unerwarteten Besuch von seinem Sohn Culum aus der Heimat in Europa. Dieser eröffnet ihm, dass seine Mutter und sein Bruder verstorben seien und er fortan bei seinem Vater leben werde. In dieser Situation taucht Brock bei Dirk auf und teilt diesem mit, sämtliche Schuldscheine von „Noble House“ aufgekauft zu haben. Sollte Struan nicht fristgerecht zahlen können wäre er bankrott.
Da sich alle ihm bietenden Möglichkeiten zerschlagen, nimmt er das unerwartete Angebot der Geistlichen-Tochter Mary Sinclair an: diese als Geliebte des chinesischen Großhändlers Jin-Qua vermittelt den Kontakt, wonach Jin Struan u. a. für gegenseitigen Handel rund eine Million Pfund in Silberbarren überlässt, womit er sich von Brock freikauft. Culum, der von den Methoden seines Vaters zunächst entsetzt ist, ersteigert zum Trotz ein wichtiges Grundstück für den Bau einer Kirche, wobei sowohl Struan als auch Brock dieses Land für sich haben wollten.
Der Zwist zwischen Vater und Sohn vertieft sich noch weiter, zudem muss Dirk mit ansehen, wie Culum sich mehr und mehr Brocks Familie annähert: dessen Sohn Gorth als Freund und Tochter Tess in Liebe. In Wirklichkeit allerdings entpuppt sich Gorths Freundschaft als taktischer Schachzug, um diesen zu manipulieren: da Dirk eine wichtige Reise nach London plant und „Noble House“ in dieser Zeit von Culum geführt wird, ergebe sich somit eine günstige Gelegenheit Struan jr. zu überrumpeln und Brock „Noble House“ übernehmen zu können. Der Versuch Gorths Culum in einem Freudenhaus mit Syphilis anzustecken, scheitert an dessen Treue zu Tess. Da Dirk ahnt, was Tyler und Gorth planen, arrangiert er geschickt eine Situation, bei der Culum und Tess auf hoher See heiraten – was die Brocks eigentlich vehement verhindern wollten. Als Gorth Dirk wutentbrannt zur Rede stellt kommt es zu einem Handgemenge, bei welchem Gorth Dirk mit einem Messer angreift, aber damit selbst erstochen wird. Tyler fordert Dirk daraufhin zum Duell heraus.
Während ein großer Taifun über Hongkong zieht kämpfen beide Rivalen mit Schwertern in der Kirchen-Baustelle. Brock unterliegt und wird von herabstürzenden Gebäudestücken begraben, überlebt aber schwer verletzt. Dirk begibt sich hiernach in sein Haus zu May-May, um bei ihr zu sein. Damit erfüllt sich ihr größter Wunsch – nämlich die Frau in Struans Leben zu werden, was sie sich die gesamte Filmhandlung über stets gewünscht und um Dirks Liebe gebuhlt hat.
Als der Taifun am darauffolgenden Morgen vorüber ist finden Culum und Gordon die Leichen von Dirk und May-May im sturmverwüsteten Haus. Zunächst betrübt darüber beschließt Culum am Ende, als neuer „Tai-Pan“ von „Noble House“ das Erbe seines Vaters weiterzuführen – wie auch die Rivalität mit Brock.

## Produktion
Bereits kurz nach Erscheinen des Clavell-Romans Tai-Pan im Jahre 1966 gab es Bestrebungen, diesen zu verfilmen. Letztlich dauerte es allerdings zwanzig Jahre bis zu einer Umsetzung.
Produzent Martin Ransohoff sicherte sich in Zusammenarbeit mit der Produktionsgesellschaft Metro-Goldwyn-Mayer als erster die Filmrechte. Produziert von Carlo Ponti und unter der Regie von Michael Anderson sollte Patrick McGoohan die Hauptrolle als Dirk Struan übernehmen. Autor James Clavell, in den 1960er selbst als Filmschaffender tätig, war als Drehbuchautor und Koproduzent geplant. Nachdem die Produktionskosten stark anstiegen, pausierte das Projekt und wurde schließlich ganz eingestellt, nachdem James T. Aubrey neuer Präsident von MGM wurde und die Firma umstrukturierte.
1975 kaufte Run Run Shaw MGM die Rechte ab und versuchte zusammen mit Universal Pictures und einem Drehbuch von Carl Foreman den Roman zu verfilmen, was sich aber ebenfalls zerschlug.
Gegen Ende der 1970er Jahre nahm sich schließlich der Schweizer Filmproduzent Georges-Alain Vuille mehrfach des Stoffes an: Er sicherte sich die Rechte und versuchte, den Film unter der Regie von Richard Fleischer sowie einem Drehbuch von George MacDonald Fraser mit Steve McQueen in der Hauptrolle zu drehen. Doch auch dieses Unterfangen scheiterte letztlich.
Mit John Guillermin versuchte man hiernach den Roman als Miniserie mit Roger Moore in der Hauptrolle zu drehen, wobei Moore sehr angetan vom Skript gewesen sein soll. Dies wurde allerdings ebenso wenig umgesetzt wie der Versuch, unter der Regie von Martin Ritt mit Sean Connery in der Hauptrolle zu drehen, den James Clavell selbst als Favoriten für die Rolle des Dirk Struan sah. Schließlich verlor auch Vuille die Rechte.
Erst der Erfolg der Reihe Shogun, welche ebenfalls auf einer literarischen Vorlage von James Clavell basierte, machte das Projekt wieder interessant für die Filmindustrie. Dino de Laurentiis kaufte die Rechte und setzte sie mit Orion Pictures um. Wiederum wurde Sean Connery die Hauptrolle angeboten, welcher sie allerdings ablehnte.

## Unterschiede zum Roman
Obwohl die Verfilmung weitgehend der Romanhandlung folgt ist der Streifen aufgrund der Dimensionen des Buches nur ein Exzerpt davon. Ferner spielt er über längere Zeiträume, welche im Film gerafft wurden.
- Im Roman gibt es eine mehrjährige Vorgeschichte, welche die Rivalität zwischen Struan und Brock etwas näher beleuchtet: beide waren Schiffskameraden, wobei Struan unter Brocks Kommandos stand und von diesem auch gezüchtigt wurde. Nachdem das Schiff kenterte und Struan sich nach Singapur rettete, begann er eine Karriere als Opium-Schmuggler – in schon damaliger Rivalität zu Brock, der ebenfalls überlebt hatte. Der jeweilige (illegale) Handel mit der Rauschware in den folgenden Jahren begründete die beiden verfeindeten Handelsunternehmen. Im Film wird dies nur ganz kurz angerissen.
- Die Figur von Dirks Halbbruder Robb wird ebenso weggelassen wie die des Piratenkönigs Wu Fang Choi, der mit Jin Qua paktiert.
- Die Rolle Gordon Chens als Dirk Struans unehelicher Sohn ist im Buch etwas umfangreicher. Er führt Struans Geschäfte und wird später Chef einer Triade. Er ist es auch, welcher mit dieser Macht den Mordauftrag an Gorth Brock in Auftrag gibt (im Film stirbt er in einem Handgemenge mit Dirk). Zudem zieht Gordon nach Dirks Tod Kate und Duncan Struan auf, die Kinder von Dirk und May-May, welche im Film ebenfalls nicht vorkommen. Dafür wurde eine Fehlgeburt May-Mays eingebaut.
- May-May ist eigentlich Jin-Quas Enkelin, im Buch wird sie auf ein „Geschenk“ Jin Quas reduziert, welche Dirk dient und ihm als Mätresse chinesische Lebensweise beibringen soll.
- Struans Abkommen mit Jin-Qua ist im Buch umfangreicher: für die Silberbarren übergibt Jin ihm u. a. noch vier halbe Bronzemünzen. Wann immer jemand Struan die andere Hälfte einer der Münzen präsentiert, muss Dirk dessen Wunsch erfüllen, sei es auch illegal oder verboten. Dies wird im Film komplett weggelassen.

## Rezeption
- Lexikon des internationalen Films: „Ein aufwendig in Szene gesetztes Kostüm-Spektakel mit einigen sehr brutalen Kampfszenen. Der Film, durch die umständlich erzählte Geschichte und die schlechten Schauspieler ohnehin von nur mäßigem Unterhaltungswert, zeichnet sich durch ein schwindelerregend schiefes Kolonialbild mit einfallslosen Klischees aus.“[7]
- Kino.de: „Farbenprächtiges […] Abenteuerspektakel, das den vielgelesenen Romanwälzer von James Clavell zu Lasten einer überzeugenden Dramaturgie auf zwei Stunden Filmlänge zurechttrimmt.“ (Kino.de)[8]
- Cinema: „Daryl Duke verfilmte den Bestseller von James Clavell an Originalschauplätzen in China. Doch die Erzählweise ist katastrophal. Fazit: völlig vergurktes Möchtegern-Epos.“[9]

## Trivia
- Tai-Pan war der erste englischsprachige Film, der in China gedreht wurde. Allerdings standen die Dreharbeiten unter keinem guten Stern, da die chinesischen Behörden enge bürokratische Regeln festlegten. Einige Stellen der Romanvorlage wurden ferner als zu anstößig angesehen, weshalb die betreffenden Stellen entweder aus dem Skript gestrichen oder die Szenen umgeschrieben wurden.
- Regisseur Daryl Duke und Bryan Brown haben schon in Die Dornenvögel zusammengearbeitet.
- Tai-Pan ist Teil von James Clavells „Asien-Saga“, zu der auch Rattenkönig, Shogun und Noble House Hongkong gehören. Alle drei genannte Werke wurden mittlerweile verfilmt (Sie nannten ihn King, Shogun und Noble House), wobei Noble House faktisch an Tai-Pan anknüpft und zeigt, wie die Nachfahren von Struan und Brock im 20. Jahrhundert die Fehde fortführen.
- Mit einem Budget von schätzungsweise 25 Millionen US-Dollar bei Einnahmen von knapp über vier Millionen Dollar erwies sich der Film finanzieller Flop. Dino de Laurentiis gab später zu, den Film in China zu drehen wäre ein Fehler gewesen, während Clavell meinte, dass Tai-Pan ein besserer Erfolg beschieden wäre, hätte man den Roman als Miniserie gedreht.

## Synchronisation
| Rolle                  | Schauspieler    | Synchronsprecher      |
| ---------------------- | --------------- | --------------------- |
| Dirk Struan            | Bryan Brown     | Randolf Kronberg      |
| Brock Tyler            | John Stanton    | Wolfgang Hess         |
| May-May                | Joan Chen       | Katharina Lopinski    |
| Culum Struan           | Tim Guinee      | Pierre Peters-Arnolds |
| Gorth Brock            | Bill Leadbetter | Peter Fricke          |
| Gordon Chen            | Russell Wong    | Ekkehardt Belle       |
| Mary Sinclair          | Katy Behean     | Manuela Renard        |
| Aristoteles Quance     | Norman Rodway   | Holger Hagen          |
| Wilf Tillman           | Bert Remsen     | Christian Marschall   |
| Russischer Botschafter | Robert Easton   | Niels Clausnitzer     |
| Shevaun Tillmann       | Janine Turner   | Dagmar Heller         |
| Captain Orlov          | John Bennett    | Norbert Gastell       |

## Auszeichnungen und Nominierungen
Tai-Pan wurde zweimal für den Anti-Oscar „Goldene Himbeere“ nominiert: jeweils für Joan Chen als schlechteste Schauspielerin und schlechtester Newcomer.